# Finále Slovenského fotbalového poháru 2020
Finále Slovenského fotbalového poháru 2020 bylo vyvrcholením 51. ročníku soutěže. Na domácím hřišti se 8. července utkal Slovan Bratislava s MFK Ružomberok. Vítězný Slovan vyhrál devátý titul v rámci samostatného Slovenska a po vítězství v lize získal double.

## Cesta do finále
Pozn.: V níže uvedených výsledcích je skóre postupujících finalistů uvedeno jako první (D: doma; V: venku). V závorce za klubem je uveden stupeň mistrovské soutěže.
| Slovan Bratislava       | Slovan Bratislava                    | Kolo         | Kolo                | Ružomberok                           | Ružomberok |
| ----------------------- | ------------------------------------ | ------------ | ------------------- | ------------------------------------ | ---------- |
| Soupeř                  | Výsledek                             | Slovnaft Cup | Soupeř              | Výsledek                             |            |
| Liptovská Štiavnica (3) | 4–0 (V)                              | Druhé kolo   | Švošov (5)          | 6–0 (V)                              |            |
| Oravská Poruba (5)      | 7–0 (V)                              | Třetí kolo   | Martin (3)          | 2–0 (V)                              |            |
| Partizán Bardejov (2)   | 5–2 (V)                              | Čtvrté kolo  | Kalša (3)           | 6–2 (V)                              |            |
| Žilina (1)              | 2–0 (D)                              | Osmifinále   | Senica (1)          | 1–1 (4–3 p.) (V)                     |            |
| Trenčín (1)             | 2–2 (6–5 p.) (V)                     | Čtvrtfinále  | Sereď (1)           | 2–0 (V)                              |            |
| Zlaté Moravce (1)       | 4–1 (D), 2–0 (V) (6–1 celkové skóre) | Semifinále   | Dunajská Streda (1) | 1–1 (V), 3–0 (D) (4–1 celkové skóre) |            |

## Zápas
| 8. července 2020 18:00 (SELČ) |        |                |                                                              |
| Slovan Bratislava             | 1–0    | MFK Ružomberok | Tehelné pole, Bratislava diváci: 3 624 rozhodčí: Filip Glova |
| Ožbolt 48' (pen.)             | Report |                | Tehelné pole, Bratislava diváci: 3 624 rozhodčí: Filip Glova |

| Slovan Bratislava | Ružomberok |

|             |    |                   |     |     |
|             |    |                   |     |     |
| GK          | 30 | Michal Šulla      | 87' |     |
| CB          | 14 | Myenty Abena      |     | 46' |
| CB          | 66 | Kenan Bajrić      | 90' |     |
| CB          | 29 | Vasil Božikov (c) |     |     |
| RM          | 17 | Jurij Medveděv    |     | 84' |
| CM          | 6  | Joeri de Kamps    | 53' |     |
| CM          | 10 | Ibrahim Rabiu     |     |     |
| LM          | 7  | Moha              |     | 83' |
| AM          | 15 | David Strelec     |     | 64' |
| CF          | 55 | Žan Medved        |     |     |
| CF          | 12 | Alen Ožbolt       |     | 74' |
| Náhradníci: |    |                   |     |     |
| DF          | 81 | Vernon De Marco   |     | 46' |
| FW          | 21 | Rafael Ratão      | 68' | 64' |
| MF          | 24 | Nono              |     | 74' |
| MF          | 79 | Vladimír Weiss    |     | 83' |
| MF          | 20 | Erik Daniel       |     | 84' |
| Trenér:     |    |                   |     |     |
| Ján Kozák   |    |                   |     |     |

|             |    |                  |     |     |
|             |    |                  |     |     |
| GK          | 33 | Matúš Macík      |     |     |
| CB          | 19 | Matej Čurma      |     |     |
| CB          | 3  | Ján Maslo (c)    |     |     |
| CB          | 10 | Filip Twardzik   |     |     |
| RM          | 30 | Lukáš Kojnok     |     | 72' |
| CM          | 26 | Timotej Múdry    |     |     |
| CM          | 28 | Dávid Filinský   |     |     |
| LM          | 2  | Alexander Mojžiš |     | 72' |
| AM          | 29 | Adam Brenkus     |     | 61' |
| CF          | 15 | Štefan Gerec     |     | 82' |
| CF          | 9  | Martin Regáli    | 90' |     |
| Náhradníci: |    |                  |     |     |
| DF          | 13 | Matej Madleňák   |     | 61' |
| MF          | 8  | Dalibor Takáč    |     | 72' |
| MF          | 32 | Peter Ďungel     |     | 72' |
| MF          | 4  | Matúš Kmeť       |     | 82' |
| Trenér:     |    |                  |     |     |
| Ján Haspra  |    |                  |     |     |

| Asistenti rozhodčího: Peter Bednár Dušan Hrčka Čtvrtý rozhodčí: Pavol Chmura | Pravidla zápasu: - 90 minut - 30 minut prodloužení při nerozhodném stavu - penaltový rozstřel při nerozhodném stavu v prodloužení |